# Marcos Pizzelli
Marcos Piñeiro Pizzelli, né le 3 octobre 1984 à Piracicaba au Brésil,  est un footballeur international arménien. Il évolue au poste de milieu de terrain offensif.

## Palmarès
- Avec le Pyunik Erevan
  - Championnat d'Arménie (2) 2009 et 2010 ;
  - Coupe d'Arménie (2) 2009 et 2010 ;
  - Supercoupe d'Arménie (1) 2009.

### Récompenses individuelles
Il est meilleur buteur de Premier-Liga (3) en 2007, 2008 et 2010, ce dernier titre partagé avec Gevorg Ghazaryan.